# Mieczysław Forlański

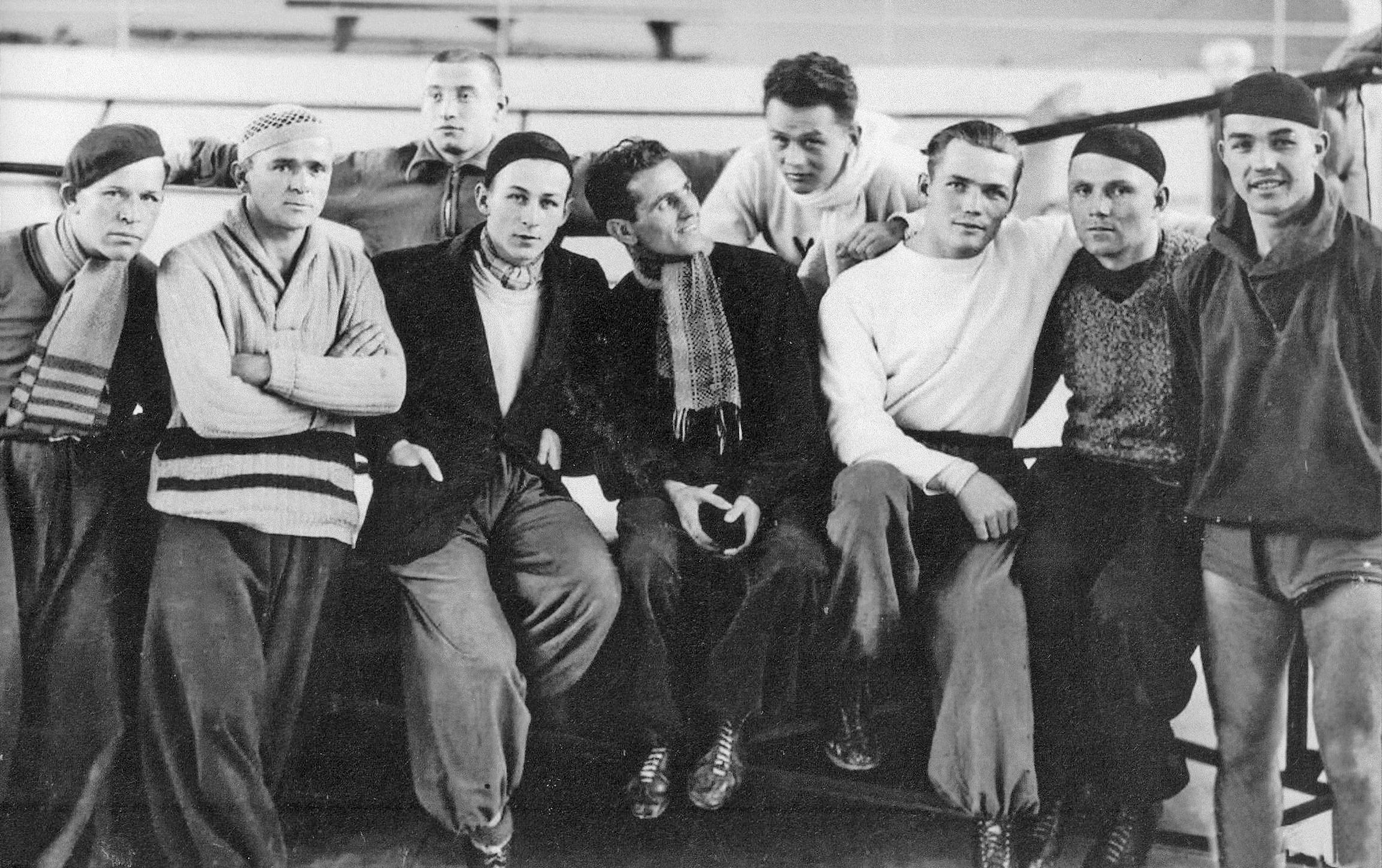
Mieczysław Forlański (czwarty z lewej w dolnym rzędzie) z kolegami i trenerem Feliksem Stammem jako członek polskiej reprezentacji bokserskiej na Pięściarski Puchar Europy Środkowej w Essen, 1934

Mieczysław Forlański (ur. 28 stycznia 1909 w Częstochowie, zm. 27 grudnia 1983 w Warszawie) – polski bokser, pierwszy polski medalista mistrzostw Europy.

## Życiorys
Dwukrotnie z sukcesami startował w mistrzostwach Europy. W Budapeszcie 1930 zdobył srebrny medal w kategorii muszej. Był to pierwszy medal zdobyty przez Polaka w mistrzostwach Europy (później tego samego dnia srebrny medal zdobył też Witold Majchrzycki). Cztery lata później w Budapeszcie 1934 Forlański zdobył medal brązowy w wadze piórkowej.
Forlański wystąpił 11 razy w reprezentacji Polski, w tym stoczył pierwszą walkę w pierwszym meczu reprezentacji w historii (był to mecz z Austrią rozegrany w Poznaniu 14 lipca 1928, wygrany przez Polskę 10:6), Forlański pokonał wówczas Kuschnera.
Trzy razy zdobywał mistrzostwo Polski: w 1930 w wadze muszej, w 1931 w wadze koguciej i w 1934 w wadze piórkowej. W 1935 był wicemistrzem w wadze piórkowej.
Był zawodnikiem Warty Poznań i Warszawianki w latach 1927–1939.
Stoczył 248 walk, 198 wygrał, 8 zremisował i 42 przegrał.
W czasie powstania warszawskiego walczył w szeregach pułku „Baszta”, jako starszy strzelec o pseudonimie „Mietek” . Po upadku powstania w niewoli niemieckiej . Po wyzwoleniu był przez pewien czas żołnierzem 1 Dywizji Pancernej, a następnie wrócił do kraju.
Zmarł na atak serca. Pochowany na cmentarzu Bródnowskim w Warszawie (kwatera 86C-6-18).